# Arhitektura Ukrajine
Ukrajinska arhitektura ima začetne korenine v vzhodnoslovanski državi Kijevska Rusija. Po 12. stoletju se je izrazita arhitekturna zgodovina nadaljevala v kneževinah Galicija-Volinija in kasneje v Veliki vojvodini Litvi, Ruteniji in Žemaitiji. V času zaporoških kozakov se je slog, ki je edinstven za Ukrajino, razvil pod vplivi poljsko-litovske skupnosti.       
Po združitvi z ruskim carstvom se je arhitektura v Ukrajini začela razvijati v različnih smereh, pri čemer so številne strukture na večjem vzhodnem območju pod rusko oblastjo zgrajene v slogih ruske arhitekture tistega obdobja, medtem ko se je zahodna Galicija razvila pod Avstro-Ogrsko arhitekturni vplivi. Ukrajinski nacionalni motivi so se sčasoma uporabljali v obdobju Sovjetske zveze in v sodobni neodvisni Ukrajini.

## Zgodovina

### Antična doba
Prvi spomeniki kamnite arhitekture na ozemlju sodobne Ukrajine izvirajo iz antike. Od 8. stoletja pr. n. št. so se na severni obali Črnega morja pojavile številne grške kolonije, med katerimi so najpomembnejše Tiras (današnji Bilhorod-Dnistrovski), Olbia, Herson, Teodozija, Pantikapej (današnji Kerč) in druge. Sprva je bila arhitektura teh naselij močno pod vplivom gradbenih tradicij Jonije, iz katere je izviralo veliko kolonistov, od 5. stoletja pr. n. št. pa je v regiji postal očiten atenski vpliv. V prvih stoletjih nove ere se je helenistična arhitektura razširila na pontskem območju. Med dragocenimi strukturami, ohranjenimi iz obdobja grške kolonizacije v sodobni Ukrajini, so ruševine obrambnih zidov, stanovanjskih hiš in templjev ter elementi stebrov.

### Zgodnji srednji vek
Po znatnem uničenju med obdobjem preseljevanja ljudstev je arhitektura grških kolonij ob Črnem morju oživela v bizantinskem obdobju. Pomembni objekti, zgrajeni v tem času, so bile zgodnjekrščanske cerkve, od katerih so mnoge uporabljale elemente prej porušenih antičnih stavb. Središče tempeljske arhitekture v pozni antiki in zgodnjem srednjem veku je bil Herson. Številne krščanske cerkve najzgodnejšega obdobja (4.–7. stoletje n. št.) so imele značilen tloris grškrga križa, na katerega je vplivala bližnjevzhodna arhitektura, razširjene pa so bile tudi rotunde. V 7.–9. stoletju so se pojavile bazilike rimskega tipa. V cerkveni arhitekturi tistega časa so bile zastopane tudi vmesne oblike. Najbolje ohranjen spomenik bizantinske arhitekture na Krimu je cerkev sv. Janeza Krstnika iz 8. stoletja v Kerču.

### Srednjeveška Rusija (988–1240)
Srednjeveška država Kijevska Rusija je bila predhodnica sodobnih držav Ukrajine, Rusije in Belorusije ter njihovih kultur, vključno z arhitekturo.
Cerkvena arhitektura Rusije je nastala pred sprejetjem krščanstva leta 988, krščanski templji v Kijevu pa so omenjeni že leta 945. Zgodnje vzhodne pravoslavne cerkve so bile večinoma lesene, najpreprostejša oblika pa je postala znana kot celična cerkev. Na arhitekturni slog Kijevske države je močno vplivala bizantinska arhitektura, grške mojstre pa je k gradnji prvih kamnitih cerkva v regiji povabil knez Volodimir, prisotni pa so bili tudi vplivi zahodnoevropske romanske arhitekture. Večje stolnice so pogosto imele številne majhne kupole, zaradi česar so nekateri umetnostni zgodovinarji to razumeli kot znak pojava predkrščanskih poganskih slovanskih templjev. Čeprav je imela arhitektura zgodnje Kijevske Rusije skupen slog, se je sčasoma razšla v številne lokalne različice.
Glavni slogi, ki jih najdemo na ozemlju Ukrajine, so kijevsko-černihivska, galicijska, perejaslavska in volinska arhitekturna šola. Med pomembnimi stavbami, znanimi iz ruskega obdobja v Kijevu, so cerkev Desetine (986–996), stolnica sv. Sofije (1017–1037), Zlata vrata (ok. 1018–1037), samostan sv. Mihaela, Kijev (1108), cerkev Treh hierarhov (12. stoletje), cerkev Marijinega vnebovzetja (1132), cerkev sv. Cirila (1140), cerkev Odrešenika na Berestovu (12. stoletje), stolnica Marijinega vnebovzetja (1073) in cerkev Trojice pri vratih (1108) v Kijevsko-pečerski lavri, cerkev sv. Mihaela v samostanu Vidubiči (1088) itd. Mnoge od teh cerkva so se ohranile do danes, vendar so bile nekatere med 16. in 18. stoletjem od zunaj obnovljene v ukrajinskem baročnem slogu. Primeri vključujejo veličastno stolnico sv. Sofije, cerkev Odrešenika na Berestovu in cerkev svetega Cirila. Zlata vrata v Kijevu, zgrajena leta 1037, so bila rekonstruirana leta 1982, vendar so njihovo novo zasnovo nekateri umetnostni in arhitekturni zgodovinarji zavrnili kot revivalistično fantazijo.
V Černigovu arhitekturo ruske dobe predstavlja več cerkvenih stavb: Preobraženska stolnica (1024–1036), stolnica sv. Borisa in Gleba (1120–1123), cerkev sv. Ilije (1078), cerkev Vnebovzete samostana Jelec (1060), cerkev sv. Paraskeve (12. stoletje, rekonstrukcija v poznih 1940-ih) itd. Delno ohranjene srednjeveške strukture najdemo tudi na več lokacijah okoli Kijeva in Černigova, kot sta Oster in Bilohorodka. V Kanivu je cerkev sv. Jurija, zgrajena v 1140-ih, ohranjena v delno rekonstruirani obliki. V severni in zahodni Ukrajini so pomembne stavbe iz ruskega obdobja predstavljene s primeri, kot so cerkev sv.a Vasilija v Ovruču (zgrajena leta 1190 in obnovljena v letih 1907–1909), stolnica Marijinega vnebovzetja v Volodimirju (zgrajena leta 1160, obnovljena v letih 1896–1900), cerkev sv. Panteleimona blizu Haliča (zgrajena okoli leta 1200, obnovljena leta 1998). V Haliču in okolici so odkrili temelje številnih cerkva, vključno z ruševinami cerkve Marijinega vnebovzetja v Krilosu, ki jo je zgradil knez Jaroslav Osmomisl. Rusko arhitekturo haličskih dežel zaznamuje očiten romanski vpliv, ki ga je mogoče videti tudi v Černihivu, vendar je manj izrazit v Kijevu.
Ohranilo se je le malo posvetne ali ljudske arhitekture Kijevske Rusije.

### Poznosrednjeveška in zgodnja moderna doba
V 13. in 14. stoletju so bila gradbena dela na ozemlju današnje Ukrajine omejena skoraj izključno na najzahodnejše regije. Posledično je na ukrajinskih ozemljih prisotnih le nekaj spomenikov gotske arhitekture. Nekaj gotskih elementov najdemo v Armenski stolnici v Lvovu (1363), cerkvi Jezusovega rojstva v Haliču (konec 14. stoletja), cerkvi sv. Nikolaja v Lvovu (14. stoletje) in samostanu Mežirič na Volinji (15. stoletje). Največja gotska stavba v Ukrajini je latinska stolnica v Lvovu (konec 14. stoletja). V 15. in 16. stoletju se je po Bukovini, Galiciji, Podoliji in Besarabiji razširil oživljen bizantinski slog, ki ga med drugim predstavljajo cerkve v Lavrivu, Kamjanec-Podilski, Zinkiv in Mogiljev-Podilski.
Nenehne vojne in nova kolonialna politika šlahte so privedle do aktivnega razvoja gradov in utrdb, ki se je začel v 14. in 15. stoletju. Ena najbolj aktivnih osebnosti na tem področju je bil Fedor Koriatovič, vladar vojvodstva Podolja. Med večjimi utrdbami, ki so nastale v tem času, so gradovi v Zinkivu, Sataniv, Medžibižu (Podolje), Hotinu (Besarabija), Pnivu, Terebovlji (Galicija), Ostrohu, Lucku, Kremencu (Volinija), Mukačevu (Zakarpatje) in drugih. Edinstven spomenik je utrjena cerkev v podolski vasi Sutkivci (1476).[6]
V 16. stoletju se je v ukrajinskih deželah razširila renesančna arhitektura, ki so jo aktivno prevzela takratna samoupravna mesta. Mnogi ugledni arhitekti, ki so delali v tem slogu, so prihajali iz Italije, imena nekaterih pa so se ohranila v zgodovinskih dokumentih: Peter Italijan, Peter Krasovski, Peter Barbona, Paul Dominici Rimljanin, Ambrosius Nutclauss itd. Največjo koncentracijo renesančnih stavb v Ukrajini najdemo na Trgu v Lvovu in okolici, z izstopajočimi stavbami v tem slogu, vključno s Črno hišo (1577), Korniaktovo palačo (1580), Boimovo (1617) in Campianovo kapelo (ok. 1619), Bandinellijevo palačo, pa tudi kompleksom cerkve Marijinega vnebovzetja: Korniaktovim stolpom (1572–1578), kapelo treh hierarhov (1578) in samo cerkvijo (1591–1629). Zadnji dve stavbi sta zgrajeni pod vplivom domače ukrajinske cerkvene arhitekture.
Konec 16. in v začetku 17. stoletja so bile cerkve, ki so združevale renesančni slog in lokalne tradicije, zgrajene tudi v Sokalu, Novoselici, Lutsku, Horodoku in Ščiretsu. Rekonstrukcije starejših cerkva, ki so bile v tistem času izvedene v Kijevu, Černihivu, Osterju, Perejaslavu, Kanivu in Novgorod-Siverskem, so prav tako nosile nekatere elemente renesančne arhitekture. Elementi pozne renesanse so prisotni tudi v arhitekturi rimskokatoliških stolnic v Lvovu, Lutsku in Kamjanecku. Slog cerkve sv. Ilije v Subotivu (1656) in cerkve sv. Paraskeve v Lvovu lahko razumemo kot prehodni slog med renesanso in barokom.

### Kozaška doba
Ukrajinski barok se je pojavil v obdobju hetmanata v 17. in 18. stoletju. Ukrajinska baročna arhitektura, ki je reprezentativna za kozaško aristokracijo, se od zahodnoevropskega baroka razlikuje po tem, da so bile njene zasnove bolj konstruktivistične, imele so bolj zmerno ornamentiko in so bile preprostejše oblike.
V 17. in 18. stoletju je bila večina srednjeveških ruskih cerkva bistveno prenovljenih in razširjenih. Dodane so bile dodatne cerkvene kupole ter dovršena zunanja in notranja ornamentika.
Med najzgodnejšimi primeri ukrajinskega baroka je stolnica sv. Nikolaja v Nižinu. Med znanimi primeri ukrajinske baročne arhitekture so Kijevsko-Pečerska lavra, samostan Vidubiči in samostan sv. Trojice.

### Cesarsko obdobje
Ko sta se vzhodna in osrednja Ukrajina vse bolj vključevali v Ruski imperij, so imeli ruski arhitekti priložnost uresničiti svoje projekte v slikoviti pokrajini, ki so jo ponujala številna ukrajinska mesta in regije. Kijevska cerkev sv. Andreja (1747–1754), ki jo je zgradil Francesco Bartolomeo Rastrelli, je pomemben primer baročne arhitekture, njena lega na vrhu Kijevske gore pa jo je naredila za prepoznaven spomenik mesta. Enako pomemben prispevek Rastrellija je bila Marijinska palača, ki je bila zgrajena kot poletna rezidenca ruske carice Elizabete.
Med vladavino zadnjega hetmana Ukrajine, Kirila Razumovskega, so mnoga mesta kozaškega hetmana, kot so Gluhiv, Baturin in Kozelec, imela veličastne projekte, ki jih je zgradil imenovani arhitekt Male Rusije, Andrej Kvasov.
Rusija je po zmagi v zaporednih vojnah proti Osmanskemu cesarstvu in njegovemu vazalnemu Krimskemu kanatu sčasoma priključila celoten jug Ukrajine in Krim. Ta ozemlja, preimenovana v Novo Rusijo, naj bi bila kolonizirana in ustanovljena nova mesta, kot so Nikolajev, Odesa, Herson in Sevastopol. Ta naj bi vsebovala pomembne primere ruske imperialne arhitekture. Primeri neoklasicistične arhitekture tega obdobja so palača Kačanivka, Nikolajevski observatorij, Preobraženjski samostan v Novgorodu-Siverskem in dvorec Samčiki.
Zahodni deli Ukrajine, ki so bili nekoč del avstro-ogrskega cesarstva, gostijo nekaj pomembnih primerov srednjeevropske arhitekture 19. stoletja, kot je Lvovsko gledališče opere in baleta.

### Arhitektura poznega 19. in začetka 20. stoletja
- Ginzburgova hiša v Kijevu
- Hiša s himerami v Kijevu (secesija)
- Stolnica sv. Vladimirja v Kijevu (neobizantinska)
- Nacionalna opera Ukrajine v Kijevu
- Stavba zemstva Poltavske gubernije (ukrajinska secesija [uk])
- Zgodovinsko središče Odese – Unescova svetovna dediščina
- Zgodovinsko središče Kropivnickega
- Huculska secesija
- Zgodovinsko središče Lvova – Unescova svetovna dediščina
- Stavba Univerze v Černivcih – Unescova svetovna dediščina
- Železniška postaja Lvov

- Rezidenca bukovinskih in dalmatinskih metropolitov
- Palača Massandra
- Katedrala sv. Vladimirja
- Operno in baletno gledališče Odesa
- Cerkev sv. Olge in Elizabete, Lvov
- Hiša s himerami
- Stavba Narodne banke Ukrajine
- Stavba Poltavskega gubernijskega zemstva
- Ulica Teatralna v Kropivnickem

### Sovjetska zveza
Po oktobrski revoluciji in ruski državljanski vojni, v katero je bila vpletena tudi Ukrajina, je bila večina ukrajinskega ozemlja vključena v novo komunistično Ukrajinsko SSR. Ukrajinci so kot narod prvič postali priznana narodnost, zato so bila vložena velika prizadevanja za razvoj ločenega ukrajinskega arhitekturnega sloga.
V zgodnjih letih sovjetske oblasti je politika ukrajinizacije pomenila, da so številne ukrajinske arhitekte spodbujali k uporabi nacionalnih motivov, značilnih za Ukrajino. Hkrati se je arhitektura standardizirala, vsa mesta so dobila splošne razvojne načrte, po katerih bi bila zgrajena. Vendar pa nacionalni motivi niso bili sprejeti, saj je nova arhitekturna moda za novo vlado postala konstruktivizem.
V Sovjetski Ukrajini je bilo prvih 15 let glavno mesto vzhodno mesto Harkov. Takoj je bil razvit velik projekt za 'uničenje' njegovega mestno-kapitalističnega obraza in ustvarjanje novega socialističnega. Nadarjeni mladi arhitekt Viktor Trocenko je predlagal velik osrednji trg z velikimi modernimi stavbami, ki bi postal osrednje središče prestolnice. Tako se je rodil Trg Dzeržinskega (danes Trg svobode), ki je postal najsijajnejši primer konstruktivistične arhitekture v ZSSR in tujini. Z obsegom 11,6 ha je trenutno tretji največji trg na svetu.
Od vseh je bila najbolj znana masivna stavba Deržprom (1925–1928), ki je postala simbol ne le Harkova, ampak konstruktivizma na splošno. Zgradili so jo arhitekti Sergej Serafimov, S. Kravec in M. Felger, v samo treh letih pa je postala najvišja zgradba v Evropi, njena edinstvena značilnost pa je simetrija, ki jo je mogoče čutiti le na eni točki, v središču trga. Kot poklon inženirski zasnovi Tehnične univerze v Harkovu noben poskus razstrelitve stavbe med drugo svetovno vojno ni bil uspešen in še danes ostaja simbol Harkova.
Drugi primeri na trgu pa so bili manj posrečeni. Takšna je bila usoda Hiše projektov (danes Harkovska univerza), ki jo je prav tako zasnoval Serafimov in je bila zgrajena tako, da je simetrično prikazovala Deržprom na ukrivljenosti trga. Tudi ta je bila monumentalni dosežek konstruktivizma. Vendar je bila med vojno resno poškodovana in obnovljena v polstalinističnem slogu, pri čemer je od prvotne stavbe ostalo le malo nedotaknjenega.
Leta 1934 se je prestolnica Sovjetske Ukrajine preselila v Kijev. V preteklih letih je bilo mesto obravnavano le kot regionalno središče in je zato prejelo malo pozornosti. Vse to se je spremenilo, a za visoko ceno. Do takrat so se že kazali prvi primeri stalinistične arhitekture in glede na uradno politiko naj bi na starem mestu zgradili novo mesto. To je pomenilo, da so bili uničeni neprecenljivi primeri, kot je samostan sv. Mihaela. Celo stolnica sv. Sofije je bila ogrožena.
Vendar pa druga svetovna vojna ni prinesla uresničitve projekta. Med ohranjenimi predvojnimi kijevskimi stavbami je stavba Centralnega komiteja Komunistične partije Ukrajine (ki jo trenutno zaseda Ministrstvo za zunanje zadeve). Zgradil jo je arhitekt, dokončano pa je bilo le severno krilo, enako in simetrično južno krilo, ki naj bi bilo zgrajeno na mestu porušenega samostana za Rado ministrov, pa ni bilo nikoli dokončano. Drug primer je stavba Vrhovne rade, ki jo je v letih 1936–38 zgradil arhitekt Volodimir Zabolotny.
Po hudem uničenju med drugo svetovno vojno je bil predstavljen nov projekt za obnovo osrednjega Kijeva. Ta je avenijo Kreščatik spremenil v enega najlepših primerov stalinizma v arhitekturi. Ko se je leta 1944 začel prvi natečaj, je bilo pripravljenih skupno 22 posameznih projektov, od katerih noben ni bil uresničen zaradi obsežne kritike, in končno je leta 1948 zavod Kijev Projekt predložil svojo končno različico, ki sta ga vodila arhitekta A. Vlasov in od leta 1949 Anatolij Dobrovolski. Naslednji dve desetletji je ta figura prevladovala nad vsemi večjimi projekti v prestolnici.
- Zavrnjen projekt
- Še en zavrnjen projekt
- Končni projekt

Kljub navdušenemu začetku, v katerem je bila do leta 1955 zgrajena večina stavb, kot so pošta, mestni svet, elegantni beli portik zimskega vrta in prve stavbe Kalininega trga, je nova arhitekturna politika ponovno takoj preprečila popolno uresničitev projekta. Vendar noben od primerov ne deli usode hotela Ukrajina, ki naj bi stal na vrhu trga kot elegantna stolpnica, zgrajena podobno moskovskim stavbam Sedem sester, je bila oropana vseh dekorativnih elementov in dokončana v slogu, ki bi ga lahko opisali le kot neprivlačen.

### Drugi primeri v sovjetski Ukrajini
- Rekonstrukcija Harkova
- Selitev prestolnice v Kijev
- DniproHES in Socmisto v Zaporožju
- Rekonstrukcija osrednjega Kijeva
- Splošni urbanistični načrti
- Kijevska palača športa, Palača Ukrajina, Rože Ukrajine

### Sodobna Ukrajina
Jezik moderne arhitekture postaja bolj globalen in pluralističen v svoji umetniški smeri. V delih ukrajinskih arhitektov je vse pogosteje mogoče najti postmodernizem in visokotehnološke težnje.
Pred finančno krizo leta 2008 je v Ukrajini postal pomemben slog postmoderne arhitekture caprom. Slog, ki ga označuje eklektična mešanica elementov klasične, modernistične in sodobne arhitekture, je pogosto deležen negativne ocene sodobnikov kot kič.
Primer sodobne ukrajinske arhitekture je rekonstrukcija Trga neodvisnosti v središču Kijeva leta 2001, ki je temeljila na moskovskem trgu Manežnaja. Med gradnjo so na trg dodali podzemno nakupovalno središče in številne spomenike, vključno s Spomenikom neodvisnosti. Rekonstrukcija je bila kritizirana zaradi uporabe psevdozgodovinske arhitekture, zmanjšanja velikosti javnega prostora in odstranitve vodnjaka na trgu.

### Metro
V sovjetskem obdobju so bile postaje metroja okrašene s še posebej živahnimi vzorci. Prve tri postaje, ki so jih zgradili ukrajinski arhitekti, v resnici niso bile v Ukrajini. Vse so znane pod istim imenom Kijevskaja in so na moskovskem metroju pod železniško postajo Kijevski.
Leta 1949 se je začela gradnja prve faze kijevskega metroja, ki je bil odprt leta 1960. Vse postaje tam veljajo za arhitekturne spomenike zaradi svojega edinstvenega avtentičnega značaja, ki so ga kasnejše postaje iz 1960-ih izgubile zaradi spreminjajoče se politike v smeri utilitarizma.
Leta 1967 se je začela gradnja prve faze harkovskega metroja, ki je bil odprt leta 1975, kmalu zatem pa sta se mu pridružila še polmetro Krivoj Rih leta 1986 in Dnepropetrovski metro leta 1995.

## Ljudska arhitektura
Izraz vernakularna arhitektura se lahko uporablja kot sopomenka z izrazi ljudska, običajna, domača, tradicionalna in se običajno postavlja na drugi konec spektra od profesionalno zasnovanih stavb arhitektov. Gradbeno znanje v vernakularni arhitekturi temelji na lokalnih tradicijah in je zato v veliki meri osnovano na znanju, ki se prenaša iz roda v rod. Različne regije v Ukrajini so imele svoj značilen slog. Na primer, v Karpatih in okoliških vznožjih sta les in glina glavna tradicionalna gradbena materiala.
Muzej ljudske arhitekture in načina življenja osrednje Dnepropetrovske Ukrajine je v Perejaslavu. Muzej na prostem vsebuje 13 tematskih muzejev, 122 primerov nacionalne arhitekture in več kot 30.000 zgodovinskih kulturnih predmetov. Muzej dekorativnih zaključkov je eden izmed predstavljenih muzejev, ki ohranja ročno delo dekorativnih arhitekturnih aplikacij v ukrajinski arhitekturi.
- Tarasova koča na Tarasovem hribu
- Huculska hiša
- Mlin na veter
- Petkova cerkev iz Umanskega okrožja, Čerkaška oblast
- Cerkev sv. Nikolaja v Boročiču
- Muzej dekorativne obdelave v Perejaslavu
- Brunarica
- Hiša iz 11. stoletja

### Lesene cerkve v zahodni Ukrajini
- Cerkev sv. Paraskeve, Zakarpatska oblast
- Cerkev svete Ane, Kovel
- Cerkev svetega Jurija, Drohobič
- Cerkev sv. Trojice, Žovkva

## Krimskotatarska arhitektura
Ko je Krim vladal Krimski kanat, je to obdobje zapustilo več zgradb, navdihnjenih z islamskimi motivi. Najbolj znana je bila Bahčisarajska palača, ki so jo skupaj zasnovali perzijski, turški in italijanski arhitekti. Med drugimi spomeniki iz tega obdobja so različne mošeje in durbe.

## Sedem čudes Ukrajine
24. avgusta 2007 je bilo razglašenih sedem čudes Ukrajine. Pobudnik tega projekta je ljudski predstavnik v vrhovnem svetu, Mikola Tomenko. Glavni cilj tega podviga je usmeriti pozornost množičnih medijev in državljanov države na najbolj priljubljene zgodovinske in kulturne spomenike Ukrajine.
Sedem čudes Ukrajine je logična nadaljevanje niza projektov pod geslom »Odkrijte Ukrajino!«, ki so potekali z namenom, da bi pomagali odkriti Ukrajino z njenimi nenadomestljivimi slikovitimi znamenitostmi, zanimivo zgodovino in bogatimi možnostmi za rekreacijo.
Leta 2008 je potekal še en projekt z imenom Sedem naravnih čudes Ukrajine. Gre za drugo fazo glavnega projekta Sedem čudes Ukrajine, ki je bil namenjen predvsem zgodovinskim, kulturnim in arhitekturnim ogledom države. V drugi fazi bodo opredeljeni glavni geološki objekti, kot so skale, gorski grebeni, jame, jezera, reke in naravni gozdovi.
Ta projekt ima tako kot njegov predhodnik tudi tri faze. Najprej se bo po tem, ko vsaka oblast predstavi svoje nominirance, 100 od teh premaknilo v naslednjo fazo. V naslednjih treh mesecih bo za zadnjo fazo izbranih 21 zmagovalcev od teh stotih. Do dneva neodvisnosti, 24. avgusta, pa bo javnosti predstavljenih zadnjih sedem. Projekt organizirajo naslednje institucije: Nacionalna turistična služba Ukrajine, Kongresni odbor za mladinsko politiko, šport in turizem, nacionalna radijska družba Ukrajine, televizijska družba ICTV, revija Mandry in številne druge.